# Trolleybus de Dijon
Le trolleybus de Dijon était un réseau de transports en commun de la ville de Dijon. Le réseau de trolleybus est mis en service en 1950, en remplacement de l'ancien tramway de Dijon, et fonctionne jusqu'en 1966.

## Histoire
- 1941 : premiers projets de création d'un réseau de trolleybus.
- 7 janvier 1950 : ouverture du réseau, comprenant trois lignes qui reprennent l'itinéraire des anciennes lignes 2, 3 et 4 du tramway.
- 1961 : prolongement de la ligne 3 jusqu'à l'avenue Greuze.
- 1964 : prolongement de la ligne 4 jusqu'au Parc des Sports.
- 30 mars 1966 : fermeture du réseau.

## Lignes
- 2 : Gare - Cimetière
- 3 : Gare - Trois Ponts - avenue Greuze
- 4 : Talant - Place du Général Ruffey - Parc des Sports

## Matériel roulant
À son apogée, le parc comprend 17 voitures :
- 15 Vétra VBR
- 2 Vétra VCB80

## Annexe